# Averrhoidium spondioides
Averrhoidium spondioides är en kinesträdsväxtart som först beskrevs av Paul Carpenter Standley, och fick sitt nu gällande namn av P. Acevedo-rodriguez & M. S. Ferrucci. Averrhoidium spondioides ingår i släktet Averrhoidium och familjen kinesträdsväxter. Inga underarter finns listade i Catalogue of Life.